# PDC Pro Tour 2019
De PDC Pro Tour 2019 is een reeks van dartstoernooien die werden georganiseerd door de Professional Darts Corporation (PDC). Deze tour bestaat uit de Professional Dart Players Association (PDPA) Players Championships en de European Tour events. Deze editie werden er 43 PDC Pro Tour evenementen gespeeld bestaande uit 30 Players Championships en 13 Europese Tour events. De wedstrijden werden niet op televisie uitgezonden.

De UK Open Qualifiers werden afgeschaft en komen niet meer op deze pagina voor (alleen de 128 tourkaarthouders, de 16 Challenge Tour qualifiers en 16 Riley's amateurs speelden de UK Open).
De dartswereld veranderde nogal wat in 2019. Dat kwam omdat de BDO nu spelers toestond om bij de PDC te spelen zonder dat hen toegang tot de BDO werd onthouden. Daardoor konden spelers als Glen Durrant, Scott Waites en Mark McGeeney nu de Qualifying School spelen.

## Prijzengeld
Ten opzichte van de PDC Pro Tour 2018 is het prijzengeld voor alle Europese Tourevenementen en de Players Championships nagenoeg gelijk gebleven.
| Plaats          | Players Championships |
| --------------- | --------------------- |
| Winnaar         | £10.000               |
| Runner-up       | £6.000                |
| Halvefinalisten | £3.000                |
| Kwartfinalisten | £2.250                |
| Laatste 16      | £1.500                |
| Laatste 32      | £1.000                |
| Laatste 64      | £500                  |
| Totaal          | £75.000               |

| Plaats          | Europese Tour |
| --------------- | ------------- |
| Winnaar         | £25.000       |
| Runner-up       | £10.000       |
| Halvefinalisten | £6.500        |
| Kwartfinalisten | £5.000        |
| Laatste 16      | £3.000        |
| Laatste 32      | £2.000        |
| Laatste 48      | £1.000        |
| Totaal          | £140.000      |

## PDC Pro Tour Card
Aan 128 spelers zijn Tour Cards toegekend, waarmee zij deel mogen nemen aan alle Players Championships, UK Open Qualifiers en European Tour evenementen.
De 2019 Tour Kaarten werden toegekend aan:
- (64) De top 64 spelers van de PDC Order of Merit na het PDC World Darts Championship 2019.
- (27) 27 qualifiers van de Q-School 2018 die niet in de top 64 van de PDC Order of Merit stonden na het WK.
- (2) De twee hoogste qualifiers van de Challenge Tour 2017 (Wayne Jones en Mark Dudbridge).
- (1) De hoogste qualifiers van de Development Tour 2017 (Luke Humphries en Adam Hunt).
  - Omdat Luke Humphries in de top 64 kwam was er een extra tourkaart voor een Q-school qualifier.
- (2) De twee hoogste qualifiers van de Challenge Tour 2018 (Michael Barnard en Ted Evetts).
- (2) De twee hoogste qualifiers van de Development Tour 2018 (Geert Nentjes en Rowby-John Rodriguez).
- (12) De 12 qualifiers van de Q-School 2019.

Daarna werd het spelersveld aangevuld met de hoogst gekwalificeerde spelers van de Q School Order of Merit, tot het maximum aantal van 128 Pro Tour Card spelers is bereikt. Dat waren er dit jaar 18.

### Q School
Evenals vorig jaar werd de Q-School gesplitst in een Europese en een Engelse Q-School. Spelers buiten Europa konden zelf kiezen.
De volgende spelers hebben een tweejarige tourkaart gewonnen:
| Datum      | Toernooi          | Plaats                  | Qualifiers          | Qualifiers          |
| ---------- | ----------------- | ----------------------- | ------------------- | ------------------- |
| 3 januari  | Europese Q-School | Hildesheim, Halle 39    | Niels Zonneveld     | Niels Zonneveld     |
| 4 januari  | Europese Q-School | Hildesheim, Halle 39    | Mike van Duivenbode | Mike van Duivenbode |
| 5 januari  | Europese Q-School | Hildesheim, Halle 39    | Christian Bunse     | Christian Bunse     |
| 6 januari  | Europese Q-School | Hildesheim, Halle 39    | Darius Labanauskas  | Darius Labanauskas  |
| 17 januari | UK Q-School       | Wigan, Robin Park Arena | Jamie Hughes        | Harry Ward          |
| 18 januari | UK Q-School       | Wigan, Robin Park Arena | Scott Baker         | Mark McGeeney       |
| 19 januari | UK Q-School       | Wigan, Robin Park Arena | Reece Robinson      | Matt Clark          |
| 20 januari | UK Q-School       | Wigan, Robin Park Arena | Nathan Derry        | Kirk Shepherd       |

Er werd ook een Order of Merit voor iedere Q-School gemaakt. Iedere speler voorbij de eerste ronde kreeg voor elke gewonnen partij 1 punt.
Op basis van deze Q School Order of Merit werden dus nog 18 tourkaarten verdeeld:
UK Q-School Order of Merit
1. Jonathan Worsley
2. Carl Wilkinson
3. Glen Durrant
4. Gavin Carlin
5. Joe Murnan
6. Adrian Gray
7. Andy Boulton
8. Jamie Bain
9. David Pallett
10. Conan Whitehead
11. Barrie Bates

Europese Q-School Order of Merit
1. Madars Razma
2. Marko Kantele
3. Yordi Meeuwisse
4. Vincent van der Meer
5. John Michael
6. José de Sousa
7. Maik Kuivenhoven

## Players Championships
| Num. | Datum                 | Plaats                         | Winnaar            | Score | Runner-up             | Bron |
| ---- | --------------------- | ------------------------------ | ------------------ | ----- | --------------------- | ---- |
| 1    | Zaterdag 9 februari   | Wigan, Robin Park Tennis Arena | Michael van Gerwen | 8-4   | Jermaine Wattimena    |      |
| 2    | Zondag 10 februari    | Wigan, Robin Park Tennis Arena | Dave Chisnall      | 8-7   | Glen Durrant          |      |
| 3    | Zaterdag 16 februari  | Wigan, Robin Park Tennis Arena | Michael van Gerwen | 8-5   | Ian White             |      |
| 4    | Zondag 17 februari    | Wigan, Robin Park Tennis Arena | Glen Durrant       | 8-3   | Dimitri Van den Bergh |      |
| 5    | Zaterdag 23 februari  | Barnsley, Metrodome            | Gerwyn Price       | 8-4   | Gabriel Clemens       |      |
| 6    | Zondag 24 februari    | Barnsley, Metrodome            | Gerwyn Price       | 8-4   | Ricky Evans           |      |
| 7    | Zaterdag 16 maart     | Wigan, Robin Park Tennis Arena | Dave Chisnall      | 8-6   | Daryl Gurney          |      |
| 8    | Zondag 17 maart       | Wigan, Robin Park Tennis Arena | Adrian Lewis       | 8-3   | Raymond van Barneveld |      |
| 9    | Zaterdag 6 april      | Barnsley, Metrodome            | James Wade         | 8-2   | Michael Smith         |      |
| 10   | Zondag 7 april        | Barnsley, Metrodome            | Jonny Clayton      | 8-4   | Gabriel Clemens       |      |
| 11   | Zaterdag 13 april     | Barnsley, Metrodome            | James Wade         | 8-6   | Michael Smith         |      |
| 12   | Zondag 14 april       | Barnsley, Metrodome            | James Wade         | 8-5   | Jeffrey de Zwaan      |      |
| 13   | Dinsdag 30 april      | Barnsley, Metrodome            | William O'Connor   | 8-4   | Nathan Aspinall       |      |
| 14   | Woensdag 1 mei        | Barnsley, Metrodome            | Jeffrey de Zwaan   | 8-2   | Stephen Bunting       |      |
| 15   | Zaterdag 18 mei       | Barnsley, Metrodome            | Glen Durrant       | 8-1   | Darius Labanauskas    |      |
| 16   | Zondag 19 mei         | Barnsley, Metrodome            | Harry Ward         | 8-7   | Max Hopp              |      |
| 17   | Zaterdag 22 juni      | Wigan, Robin Park Tennis Arena | Krzysztof Ratajski | 8-3   | Nathan Aspinall       |      |
| 18   | Zondag 23 juni        | Wigan, Robin Park Tennis Arena | James Wade         | 8-5   | José de Sousa         |      |
| 19   | Dinsdag 16 juli       | Barnsley, Metrodome            | Peter Wright       | 8-5   | Justin Pipe           |      |
| 20   | Woensdag 17 juli      | Barnsley, Metrodome            | Peter Wright       | 8-1   | Joe Cullen            |      |
| 21   | Zaterdag 3 augustus   | Hildesheim, Halle 39           | Krzysztof Ratajski | 8-7   | Dimitri Van den Bergh |      |
| 22   | Zondag 4 augustus     | Hildesheim, Halle 39           | Brendan Dolan      | 8-5   | Jermaine Wattimena    |      |
| 23   | Dinsdag 10 september  | Barnsley, Metrodome            | José de Sousa      | 8-1   | Gerwyn Price          |      |
| 24   | Woensdag 11 september | Barnsley, Metrodome            | James Wade         | 8-6   | Dave Chisnall         |      |
| 25   | Zaterdag 21 september | Barnsley, Metrodome            | Daryl Gurney       | 8-5   | Nathan Aspinall       |      |
| 26   | Zondag 22 september   | Barnsley, Metrodome            | Mensur Suljović    | 8-7   | Ian White             |      |
| 27   | Vrijdag 4 oktober     | Dublin, City West Hotel        | Gerwyn Price       | 8-7   | Krzysztof Ratajski    |      |
| 28   | Zaterdag 5 oktober    | Dublin, City West Hotel        | José de Sousa      | 8-6   | Glen Durrant          |      |
| 29   | Maandag 14 oktober    | Barnsley, Metrodome            | Brendan Dolan      | 8-6   | Ian White             |      |
| 30   | Dinsdag 15 oktober    | Barnsley, Metrodome            | Peter Wright       | 8-1   | Krzysztof Ratajski    |      |

## Europese Tour
Er waren dertien Europese Tour toernooien dit jaar:
| Nr. | Datum           | Evenement                   | Plaats                           | Winnaar            | Uitslag | Runner-up          | Bron |
| --- | --------------- | --------------------------- | -------------------------------- | ------------------ | ------- | ------------------ | ---- |
| 1   | 22-24 maart     | European Darts Open         | Leverkusen, Ostermann-Arena      | Michael van Gerwen | 8-6     | Rob Cross          |      |
| 2   | 29-31 maart     | German Darts Championship   | Hildesheim, Halle 39             | Daryl Gurney       | 8-6     | Ricky Evans        |      |
| 3   | 20-22 april     | German Darts Grand Prix     | München, Zenith                  | Michael van Gerwen | 8-3     | Simon Whitlock     |      |
| 4   | 26–28 april     | German Darts Open           | Saarbrücken, Saarlandhalle       | Michael van Gerwen | 8-3     | Ian White          |      |
| 5   | 3-5 mei         | Austrian Darts Open         | Premstätten, Steiermarkhalle     | Michael van Gerwen | 8-7     | Ian White          |      |
| 6   | 10–12 mei       | European Darts Grand Prix   | Sindelfingen, Glaspalast         | Ian White          | 8-7     | Peter Wright       |      |
| 7   | 24-26 mei       | Dutch Darts Masters         | Zwolle, IJsselhallen             | Ian White          | 8-7     | Michael van Gerwen |      |
| 8   | 14-16 juni      | Danish Darts Open           | Kopenhagen, Brøndbyhallen        | Dave Chisnall      | 8-3     | Chris Dobey        |      |
| 9   | 28-30 juni      | Czech Darts Open            | Praag, PVA Expo Praha            | Jamie Hughes       | 8-3     | Stephen Bunting    |      |
| 10  | 30 aug.-1 sept. | Austrian Darts Championship | Schwechat, Multiversum Schwechat | Mensur Suljović    | 8-7     | Michael van Gerwen |      |
| 11  | 6-8 september   | European Darts Matchplay    | Manheim, Maimarkthalle           | Joe Cullen         | 8-5     | Michael van Gerwen |      |
| 12  | 13–15 september | International Darts Open    | Riesa, Sachsen Arena             | Gerwyn Price       | 8-6     | Rob Cross          |      |
| 13  | 27-29 september | Gibraltar Darts Trophy      | Gibraltar, Victoria Stadium      | Krzysztof Ratajski | 8-2     | Dave Chisnall      |      |

## PDC Challenge Tour
De PDC Unicorn Challenge Tour is toegankelijk voor alle PDPA leden die tijdens de Q-School geen tour kaart wisten te bemachtigen. De spelers die als nummer 1 en 2 op de PDC Unicorn Challenge Tour Order of Merit zijn geëindigd, hebben een tour kaart voor twee jaar gekregen waarmee zij kunnen deelnemen aan de PDC Pro Tour 2020 en 2021. De nummers 3 tot en met 8 mogen gratis deelnemen aan de PDC Q-School editie in 2020. 
| #  | Datum                 | Plaats                                   | Winnaar          | Legs | Runner-Up                | Bron |
| -- | --------------------- | ---------------------------------------- | ---------------- | ---- | ------------------------ | ---- |
| 1  | Zaterdag 26 januari   | Wigan, Robin Park Arena                  | Shaun Carroll    | 5-1  | Patrick Lynskey          |      |
| 2  | Zaterdag 26 januari   | Wigan, Robin Park Arena                  | Stephen Burton   | 5-4  | Nathan Rafferty          |      |
| 3  | Zondag 27 januari     | Wigan, Robin Park Arena                  | Ritchie Edhouse  | 5-3  | Scott Taylor             |      |
| 4  | Zondag 27 januari     | Wigan, Robin Park Arena                  | Boris Koltsov    | 5-4  | Dave Prins               |      |
| 5  | Zaterdag 11 mei       | Wigan, Robin Park Arena                  | Darren Beveridge | 5-4  | Callan Rydz              |      |
| 6  | Zaterdag 11 mei       | Wigan, Robin Park Arena                  | Cameron Menzies  | 5-2  | Andrew Gilding           |      |
| 7  | Zondag 12 mei         | Wigan, Robin Park Arena                  | Jesús Noguera    | 5-1  | Mark Walsh               |      |
| 8  | Zondag 12 mei         | Wigan, Robin Park Arena                  | Stephen Burton   | 5-4  | Patrick van den Boogaard |      |
| 9  | Zaterdag 13 juli      | Peterborough, East of England Showground | Cody Harris      | 5-1  | Martin Atkins            |      |
| 10 | Zaterdag 13 juli      | Peterborough, East of England Showground | Nick Fullwell    | 5-1  | Nathan Rafferty          |      |
| 11 | Zondag 14 juli        | Peterborough, East of England Showground | Berry van Peer   | 5-2  | Cameron Menzies          |      |
| 12 | Zondag 14 juli        | Peterborough, East of England Showground | Andy Jenkins     | 5-4  | Boris Koltsov            |      |
| 13 | Zaterdag 10 augustus  | Wolverhampton, Aldersley Leisure Village | Cameron Menzies  | 5-2  | Wessel Nijman            |      |
| 14 | Zaterdag 10 augustus  | Wolverhampton, Aldersley Leisure Village | Patrick Lynskey  | 5-2  | David Evans              |      |
| 15 | Zondag 11 augustus    | Wolverhampton, Aldersley Leisure Village | Jesús Noguera    | 5-2  | Kyle McKinstry           |      |
| 16 | Zondag 11 augustus    | Wolverhampton, Aldersley Leisure Village | Callan Rydz      | 5-2  | David Evans              |      |
| 17 | Zaterdag 28 september | Wigan, Robin Park Arena                  | Ciarán Teehan    | 5-2  | Berry van Peer           |      |
| 18 | Zaterdag 28 september | Wigan, Robin Park Arena                  | Callan Rydz      | 5-1  | Cody Harris              |      |
| 19 | Zondag 29 september   | Wigan, Robin Park Arena                  | Kyle McKinstry   | 5-1  | Jason Cullen             |      |
| 20 | Zondag 29 september   | Wigan, Robin Park Arena                  | Mark Barilli     | 5-3  | Ciarán Teehan            |      |

## PDC Development Tour
De PDC Unicorn Development Tour is toegankelijk voor spelers van 16-23 jaar. De spelers die als nummer 1 en 2 op de PDC Development Tour Order of Merit zijn geëindigd hebben een tourkaart voor twee jaar gekregen waarmee zij kunnen deelnemen aan de PDC Pro Tour 2020 en 2021. De nummers 3 tot en met 8 mogen gratis deelnemen aan de PDC Q-School editie in 2020. 
| #  | Datum                | Plaats                        | Winnaar          | Legs | Runner-Up       | Bron |
| -- | -------------------- | ----------------------------- | ---------------- | ---- | --------------- | ---- |
| 1  | Zaterdag 9 maart     | Wigan, Robin Park Arena       | Ted Evetts       | 5-0  | Nathan Rafferty |      |
| 2  | Zaterdag 9 maart     | Wigan, Robin Park Arena       | Nathan Rafferty  | 5-2  | Aiden Cope      |      |
| 3  | Zondag 10 maart      | Wigan, Robin Park Arena       | Ryan Meikle      | 5-2  | Greg Ritchie    |      |
| 4  | Zondag 10 maart      | Wigan, Robin Park Arena       | Ted Evetts       | 5-1  | Andrew Davidson |      |
| 5  | Zaterdag 20 april    | Wigan, Robin Park Arena       | Jeffrey de Zwaan | 5-3  | Geert Nentjes   |      |
| 6  | Zaterdag 20 april    | Wigan, Robin Park Arena       | Corey Cadby      | 5-3  | Luke Humphries  |      |
| 7  | Zondag 21 april      | Wigan, Robin Park Arena       | Ryan Meikle      | 5-2  | Andrew Davidson |      |
| 8  | Zondag 21 april      | Wigan, Robin Park Arena       | Callan Rydz      | 5-2  | Luke Humphries  |      |
| 9  | Zaterdag 8 juni      | Milton Keynes, Marshall Arena | Geert Nentjes    | 5-2  | Shane McGuirk   |      |
| 10 | Zaterdag 8 juni      | Milton Keynes, Marshall Arena | Ted Evetts       | 5-3  | Shane McGuirk   |      |
| 11 | Zondag 9 juni        | Milton Keynes, Marshall Arena | Luke Humphries   | 5-3  | Greg Ritchie    |      |
| 12 | Zondag 9 juni        | Milton Keynes, Marshall Arena | Ted Evetts       | 5-0  | Bradley Brooks  |      |
| 13 | Zaterdag 17 augustus | Hildesheim. Halle 39          | Shane McGuirk    | 5-4  | Keane Barry     |      |
| 14 | Zaterdag 17 augustus | Hildesheim. Halle 39          | Ted Evetts       | 5-1  | Owen Roelofs    |      |
| 15 | Zondag 18 augustus   | Hildesheim. Halle 39          | Geert Nentjes    | 5-1  | Nathan Girvan   |      |
| 16 | Zondag 18 augustus   | Hildesheim. Halle 39          | Ted Evetts       | 5-3  | Ciarán Teehan   |      |
| 17 | Zaterdag 2 november  | Wigan, Robin Park Arena       | Luke Humphries   | 5-3  | Ted Evetts      |      |
| 18 | Zaterdag 2 november  | Wigan, Robin Park Arena       | Ted Evetts       | 5-4  | Greg Ritchie    |      |
| 19 | Zondag 3 november    | Wigan, Robin Park Arena       | Ted Evetts       | 5-2  | Ciarán Teehan   |      |
| 20 | Zondag 3 november    | Wigan, Robin Park Arena       | Luke Humphries   | 5-3  | Geert Nentjes   |      |

2004 · 2005 · 2006 · 2007 · 2008 · 2009 · 2010 · 2011 · 2012 · 2013 · 2014 · 2015 · 2016 · 2017 · 2018 · 2019 · 2020 · 2021 · 2022 · 2023 · 2024 · 2025